# Зубний камінь

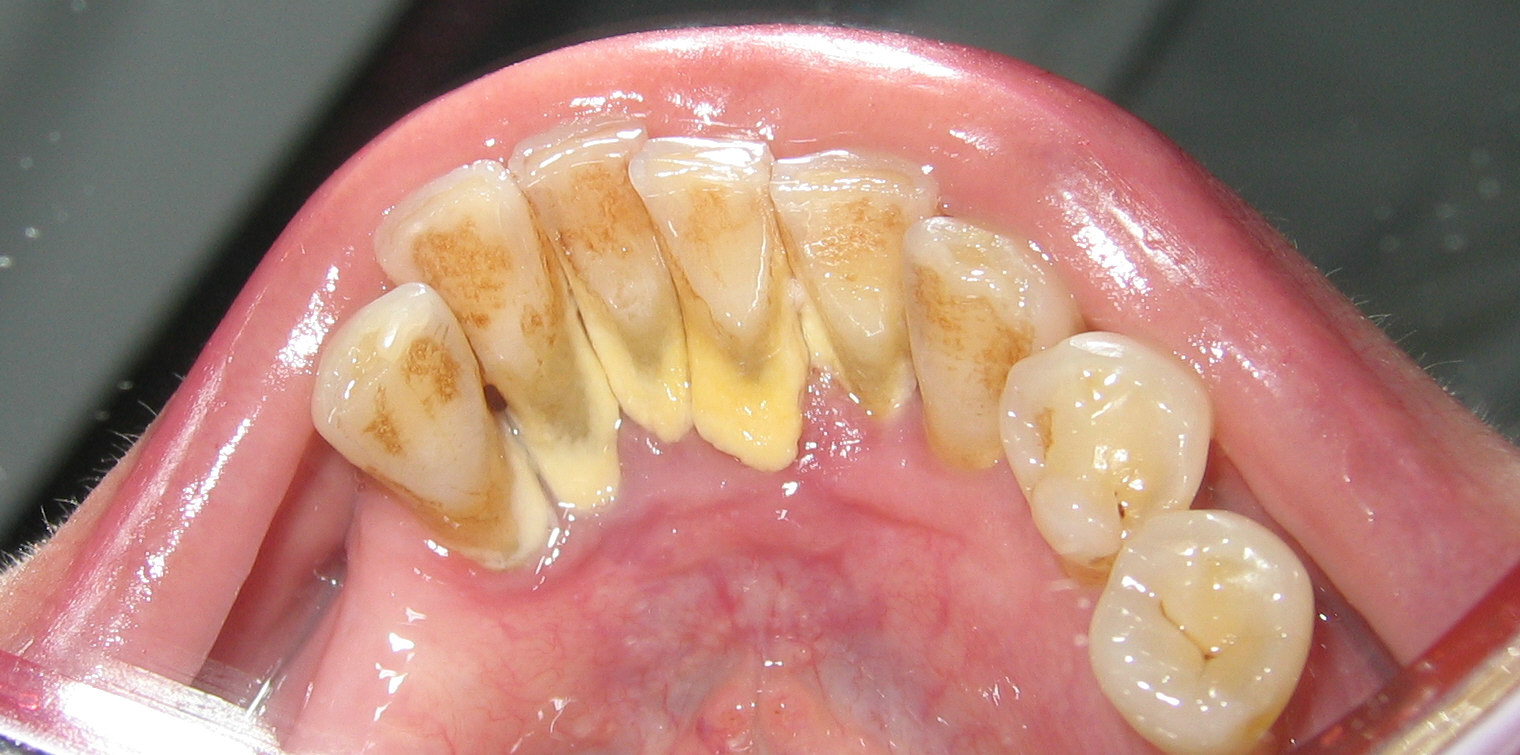
Зубний камінь

Зубний камінь — затверділий зубний наліт, що утворюється на поверхні зубів. Зубний камінь досить темний, що пояснюється тим, що до його складу входять залишки їжі, відмерлі клітини, бактерії, солі фосфору, заліза та кальцію.

## Причини і механізми виникнення
Початком утворення зубного каменю служить утворення м'якого зубного нальоту (зубна бляшка), що складається із залишків їжі, бактерій і слизу, який склеює усе це у суцільну масу.
Перед усім, зубний камінь утворюється в місцях скупчення м'якого зубного нальоту (зубної бляшки), на тих ділянках зубів, де немає необхідного самоочищення при жуванні їжі. Потім відбувається просочення відкладення мінеральними компонентами, що призводить до утворення твердої маси зубного каменю. Як правило, утворення зубного каменю триває від 4,5 до 6 місяців. Нерідко зубний камінь з'являється у дітей-підлітків, з віком його кількість збільшується, особливо при поганій гігієні порожнини рота.
Зубний камінь відкладається на шийках зубів, може покривати частину коронки і кореня. Та він може утворюватися і на зубних протезах, якщо за ними відсутній належний догляд.
Причини виникнення зубного каменю:
- Людина нерегулярно чистить зуби або чистить їх неправильно.
- У раціоні людини переважає м'яка їжа.
- Жування здійснюється тільки однією стороною щелепи (лівою або правою) у наслідок часткової втрати зубів.
- Використання неякісних зубних щіток і паст.
- У людини порушений обмін речовин, в першу чергу — сольовий.

Причиною виникнення зубного каменю може бути неправильне розташування зубів, шорстка поверхня внаслідок пломб, ортодонтичних і ортопедичних конструкцій.

## Клінічні прояви
Першими симптомами зубного каменю є свербіж і кровоточивість ясен, неприємний запах з рота. Зубний камінь, проростаючи в ясенну кишеню, поступово відшаровує ясна і сприяє поглибленню ясенної кишені та пародонтиту. За відсутності лікування, зуби починають хитатися. Візуально виявляється як темні плями із зовнішнього і внутрішнього боку зуба біля ясен.

## Класифікація
Класифікація робиться по локалізації — зубний камінь ділять на над'ясенний та під'ясенний (залежно від співвідношення з краєм ясен).

### Над'ясенний зубний камінь
Над'ясенний зубний камінь видно неозброєним оком. Він має білий або жовтуватий колір, глиноподібну або тверду консистенцію. При дії спеціальним інструментом легко відділяється від поверхні зуба.

### Під'ясенний зубний камінь
Під'ясенний зубний камінь зазвичай твердий і щільний, він виявляється тільки стоматологом за допомогою спеціальних інструментів (зонду). Має зеленувато-чорний або темно-коричневий колір, щільно прилягає до поверхні кореня зуба.

## Профілактика утворення зубного каменю
Для профілактики утворення зубного каменю слід регулярно і правильно чистити зуби. Лікарі рекомендують використовувати хороші зубні пасти і якісні щітки, зубні нитки, і регулярно відвідувати стоматолога. Ще можна використовувати ополіскувачі для порожнини рота. Використовувати зубочистки не рекомендується[джерело?].

## Запобігання
Щоб перевірити, чи є у вас проблеми із зубами, можна поставити наступний експеримент. Узяти ватний тампон і змочити його в розчині Люголя, потім протерти ним усі зуби. Якщо у вас є зубний камінь і зубний наліт, то розчин зафарбує зуби та наліт. Щоб уникнути пародонтиту, в який перейде зубний камінь, необхідно якнайшвидше відвідати стоматолога.

## Видалення зубного каменю
Стоматологи рекомендують проводити процедуру видалення зубного каменю кожні півроку за допомогою ультразвукового скалера та інших спеціальних пристосувань.